# Jamierra Faulkner
Pour les articles homonymes, voir Faulkner.
Jamierra Faulkner est une joueuse de basket-ball américaine, née le 9 mars 1992 à West Palm Beach (Floride). Elle est naturalisée russe en 2018.

## Biographie

### WNBA
Elle est draftée en 34e position par le Sky de Chicago et fait une solide première saison avec des moyennes de 7,9 points, 3.5 passes décisives en 20,4 minutes, ce qui lui permet de devenir la première joueuse issue d'un troisième de la draft à être titulaire. En 2015, sa moyenne de points baisse à 4,1 (et 1,7 passe décisive), mais son adresse progresse de 36,2 % à 41,4 %.
Elle manque la saison WNBA 2017 pour cause de blessure au genou contractée en Pologne.
Durant la saison WNBA 2018, elle se blesse de nouveau en juillet avec une rupture des ligaments croisés du genou droit .

### Étranger
En 2014-2015, elle joue avec le club hongrois de PINKK-Pesci pour des moyennes de 15,9 points, 4.4 rebonds et 4.4 passes décisives et l'année suivante avec le club israélien d'Elitzur Holon pour 20,4 points, 6.4 rebonds et 6.4 passes décisives. En 2016-2017, elle commence la saison en Turquie pour Mersin puis rejoint le club polonais de CCC Polkowice. Elle s'y blesse au genou en avril 2017.
Elle est naturalisée russe en février 2018 et s'engage aussitôt avec le club russe d'UMMC Iekaterinbourg.

## Clubs

### NCAA
- 2010-2014 : Golden Eagles de Southern Miss

### WNBA
- 2014- : Sky de Chicago

### Étranger
- 2014-2015 :  PINKK-Pécsi 424
- 2015-2016 :  Elitzur Holon
- 2016-2017 :  Mersin
- 2016-2017 :  CCC Polkowice
- 2017-2018 :  UMMC Iekaterinbourg

## Statistiques universitaires
Source
| Année    | Équipe               | GP  | Points | FG%  | 3P%  | FT%  | RPG | APG | SPG | BPG | PPG  |
| -------- | -------------------- | --- | ------ | ---- | ---- | ---- | --- | --- | --- | --- | ---- |
| 2010-11  | Southern Mississippi | 30  | 366    | 39.3 | 23.8 | 64.9 | 3.7 | 5.9 | 2.4 | 0.3 | 12.2 |
| 2011-12  | Southern Mississippi | 29  | 499    | 42.0 | 31.1 | 71.4 | 3.4 | 7.2 | 3.0 | 0.2 | 17.2 |
| 2012-13  | Southern Mississippi | 31  | 590    | 43.0 | 25.2 | 69.5 | 3.9 | 6.6 | 3.3 | 0.2 | 19.0 |
| 2013-14  | Southern Mississippi | 34  | 601    | 47.6 | 33.9 | 70.7 | 3.7 | 8.6 | 3.1 | 0.4 | 17.7 |
| Carrière | Southern Mississippi | 124 | 2056   | 43.2 | 29.4 | 69.4 | 3.7 | 7.1 | 3.0 | 0.3 | 16.6 |